# Antiglobalismo de derecha

Logotipo anti Objetivos de Desarrollo Sostenible

El antiglobalismo de derecha es una posición política que argumenta que la globalización pone en peligro las economías nacionales, las identidades culturales y fomenta la inmigración. El antiglobalismo de derecha frecuentemente utiliza el término globalista de forma peyorativa, y aparece en diversas teorías de conspiración, especialmente vinculado con la teoría de conspiración del Nuevo Orden Mundial.
El antiglobalismo de derecha protesta contra los Objetivos de Desarrollo Sostenible, las ciudades de 15 minutos y las vacunas contra la COVID-19, argumentando que fueron creadas o promovidas por globalistas.

## Contexto
Antes del siglo XXI, la mayoría de las críticas al globalismo provenían de su impacto en el Sur Global. Sin embargo, en el siglo XXI, han aumentado las preocupaciones sobre su efecto en el Norte Global. El globalismo ha sido criticado por llevar a la externalización de empleos y a la homogeneización cultural.